# توماس ساندستروم
توماس ساندستروم (بالسويدية: Tomas Sandström)‏ هو لاعب هوكي الجليد سويدي، ولد في 4 سبتمبر 1964 في جاكوبستاد في فنلندا.

## وصلات خارجية
- توماس ساندستروم على موقع دوري الهوكي الوطني (الإنجليزية)
- توماس ساندستروم على موقع EliteProspects.com (الإنجليزية)
- توماس ساندستروم على موقع Eurohockey.com (الإنجليزية)
- توماس ساندستروم على موقع HockeyDB.com (الإنجليزية)
- توماس ساندستروم على موقع Hockey-Reference.com (الإنجليزية)
- توماس ساندستروم على موقع أوليمبيديا (الإنجليزية)
- توماس ساندستروم على موقع اللجنة الأولمبية السويدية (السويدية)